# Noir: A Shadowy Thriller
Noir ([nwaʀ] či [nwɑː(r)]; s podtitulem A Shadowy Thriller [ə ˈʃædəʊɪ ˈθrɪlə(r)]; česky Temný thriller) je počítačová hra-adventura z roku 1996 s kriminální zápletkou, prokládaná filmovými scénami. Pojatá ve stylu film noir, dějově je zasazena do okresního velkoměsta Los Angeles roku 1940.
Hru, představenou na veletrhu E3 (jaro 1996), vyvinulo americké studio TSi, Inc. a vydali jejich krajané z Cyberdreams [ˈsaɪbə(r)driːm] na 2 CD nosičích, pouze v angličtině. Vyžaduje systém Windows 3.11 či novější.
Technicky vzato, hra je Win16 aplikací a využívá WinG API, předchůdce DirectDraw.

## Příběh
Hráčem ovládaným hrdinou je soukromý detektiv Tucker, vyšetřující zmizení svého kolegy – milovníka žen, pijana a hazardního hráče jménem Jack Slayton. Výchozím vodítkem mu jsou akta půl tuctu případů, které pohřešovaný kriminalista rozpracoval; pátrání se rozbíhá v Slaytonově kanceláři a zahrnuje lokace na různých místech L.A., namátkou klub Šeherezáda, nádraží Union station, pasadenskou usedlost, byt zavražděného Maxe, mrakodrap, rezidenci v Beverly Hills, palubu lodi Chuang-šan (Huangshan), policejní stanici, Čínskou čtvrť (Chinatown [ˈtʃaɪnəˌtaʊn]) či doupě nacistických agentů.

## Hratelnost
Úsporně zvučená hra, viděná z vlastního pohledu, kombinuje interaktivní černobílé fotografie (v celkovém počtu cca 1 600) s hranými filmovými pasážemi (těch je přes 70); ty podbarvuje dobová orchestrální hudba. Po herním světě se hráč pohybuje (zásadně po setmění) tak, že zvolením oblasti na nástěnném plánu města se na danou adresu přemisťuje. Prohledávané místnosti či lokace jsou rozděleny do různého počtu celoobrazovkový pohledů, zabíraných z různých úhlů, někdy až za hranici nepřehlednosti. Hráč má možnost volit z několika obtížností. Na rozdíl od adventur chybí inventář, naopak téměř celý herní svět je otevřený od samého počátku; komunikace s ostatními postavami je jednosměrná.

## Kritika
Noir: A Shadowy Thriller inkasovala převážně negativní hodnocení: Ron Dulin (Gamespot) podrobil kritice obtížné ovládání a nedostatečnou možnost uplatnění deduktivní metody. Vizuální zpracování kvitoval jako zdařilé, navozující noirové nálady. Ve všech šesti dějových liniích hry, postrádal jakýkoli moment překvapení nebo cynismus, pro žánr typický; podobně i recenzent magazínu Next Generation zaznamenal hrou obstojně zachycené noirové ladění, s tápavou hratelností; Karel Papík (Score) psal o vybroušenosti a uměleckém zpracování, bezvadné atmosféře a dobrém příběhu; Vladimír Henzl alias CptVlada (Level) v Noiru spatřoval dějově komplikované absolutní novum s šokující obtížností i atmosférou; Milan Marenčák vulgo Case (Excalibur) vyzdvihl technickou dokonalost a atmosférickou působivost; Daniel Sobotka, pod pseudonymem D0st, (Pařeniště) přirovnal hratelnost k nudnému přehrabávání starých pohlednic; Jan Eisler (Klan) si posteskl nad nešťastným způsobem ovládání a téměř nulovou orientací, činící z multimediálního projektu hru na schovávanou s fotografiemi, která nestojí za moc.

## Zajímavosti
- Na základě archivních fotografií autoři digitálně zrekonstruovali podobu losangeleských exteriérů i interiérů; některé objekty pro potřeby hry sami vyfabrikovali.
- Na vršku Mount Lee (součást Santamonického pohoří) v Griffith Parku, Hollywood Hills, byl do roku 1946 skutečně padesátistopými literami vyvedený nasvícený nápis Hollywoodland. Šlo o reklamu firmy téhož jména.[7]